# VTV Noticias (Uruguay)
VTV Noticias es un informativo uruguayo, transmitido por VTV, cuenta con tres ediciones diarias los días de semana y flash informativo los domingos

## Ediciones

### Presentadores
Edición Mediodía
- Rosario Rodríguez
- Lucía Betancur

Edición Central
- Stefani Lain [1]
- Nicolás Núñez

Tercera Edición
- Stefani Lain

### Periodistas
- Rosario Lema
- Roberto Riolfo
- Dely Viera
- Martín Riveiro
- Lucía Betancur
- Matías Garro
- Nicole Descoueyte
- Valeria Milman
- Bruno Estevez
- Agustín Borges
- Martín Olaverry (VTV Noticias Agro)
- Claudio Fantini (Corresponsal en Argentina)
- Federico Comesaña (Economía)

## Anteriores presentadores
- Gustavo Harreguy (2003-2016)
- Georgina Mayo (2003-2005)
- Ana Karina Rossi (2003-2005)
- Raúl Blanchet (2003-2006)
- Verónica Amorelli (2009-2016)
- Nicolás González Blanc (2009-2023)
- Malena Castaldi (2016-2017)
- Valentina Giménez (2017-2021)
- Natalia Gemelli Molfino (2021-2023)
- Miguel Nogueira (2016-2024)
- Martín Olaverry (2016-2024)
- Humberto de Vargas (2023-2024)